# Bulletin of the Taiwan Forest Research Institute
Bulletin of the Taiwan Forest Research Institute (abreviado Bull. Taiwan Forest Res. Inst.) es una revista científica con ilustraciones y descripciones botánicas publicada en Taipéi desde el año 1947.